# Csanádpalota
Csanádpalota é uma cidade da Hungria, situada no condado de Csongrád-Csanád. Tem 77,92 km² de área e sua população em 2019 foi estimada em 2.794 habitantes.